# Campsicnemus putillus
Campsicnemus putillus är en tvåvingeart som beskrevs av Octave Parent 1937. Campsicnemus putillus ingår i släktet Campsicnemus och familjen styltflugor. Inga underarter finns listade i Catalogue of Life.